# 1595 a tudományban
Az 1595. év a tudományban és a technikában.

## Építészet
- Felépül a velencei Rialto híd

## Publikációk
- Beythe András Füves könyve
- megjelenik a leideni egyetemi könyvtár katalógusa, a Nomenclator, az első hasonló jellegű kiadvány
- Mercator halála után fia kiadja a Septentrionalium Terrarum térképgyűjteményt

## Születések
- június 13. - Jan Marek Marci morva orvos és tudós, akiről a későbbiekben a Hold egyik kráterét is elnevezték

## Halálozások
- augusztus 24. - Thomas Digges csillagász (* 1546)